# Mark Manson
Mark Manson (Austin, 9 de marzo de 1984) es un escritor estadounidense. Ha publicado hasta la fecha tres libros. Uno de ellos (The Subtle Art of Not Giving a F*ck) se ubicó en la sexta posición de la lista de superventas del New York Times.

## Biografía
Manson nació en Austin, Texas. Se mudó a Boston para iniciar una carrera en negocios internacionales en la Universidad de Boston, graduándose en 2007. Dos años después inició su primer blog, en el que escribía sobre relaciones, elecciones de vida, psicología y la cultura moderna americana.
Su primer libro, Models: Attract Women Through Honesty, fue publicado en el año 2011. Una nueva versión del libro fue publicada por la editorial Pan Macmillan en 2017. Su segunda obra, The Subtle Art of Not Giving a F*ck, fue publicada en 2016, apareciendo en la sexta posición de la lista de superventas del New York Times en la primera semana de octubre del mismo año.
Su tercer libro, Everything Is F*cked: A Book About Hope, una continuación de su anterior obra, fue publicado por HarperCollins in 2019.

## Obra
- The Subtle Art of Not Giving a F*ck (2016); traducido al español como El sutil arte de que (casi todo) te importe una m*erda por Anna Roig (2018); Harper Collins.
- (2017). Models: Attract Women Through Honesty. Pan Macmillan Australia.
- (2019). Everything ls F*cked: A Book About Hope; traducido al español como Todo esta j*dido: Un libro sobre la esperanza por Carlos Ramos Malva (2019) en Roca Editorial; Harper.
- Smith, W.. (2021). Will (2021); traducido al español como Will (Autoayuda y superación) por Montserrat Asensio Fernández y Ladislao Bapory Site en Zenith (2021); Cornerstone Digital.